# Saleh Al Sheikh
Saleh Al Sheikh Al Hendi (29 de maio de 1982) é um futebolista profissional kuwaitiano que atua como meia.

## Carreira
Saleh Al Sheikh representou a Seleção Kuwaitiana de Futebol na Copa da Ásia de 2015.